# Ring (powieść)
Ring (jap. リング Ringu) – japońska powieść grozy autorstwa Kōjiego Suzuki, po raz pierwszy wydana w 1991 roku. Na podstawie książki nakręcono film The Ring: Krąg oraz dwa remaki – południowokoreański Ring: Virus i amerykański The Ring.

## Opis fabuły
Gdy czwórka nastolatków z Tokio i okolic ginie w niewyjaśnionych okolicznościach, Kazuyuki Asakawa – dziennikarz dużej tokijskiej gazety, a zarazem wujek jednej ze zmarłych nastolatek – postanawia wszcząć swoje prywatne śledztwo w tej sprawie. Poszukiwania doprowadzają go do ośrodka wypoczynkowego Kraina Pacyfiku w południowym Hakone, gdzie czwórka młodych ludzi przebywała dokładnie tydzień przed śmiercią. Asakawa znajduje tam nieopisaną kasetę video, na której nagrano sekwencję abstrakcyjnych obrazów. Zapis kończy się ostrzeżeniem: Ci, którzy widzieli te obrazy, umrą dokładnie za tydzień, o tej samej porze. Jeśli nie chcesz umrzeć, musisz postępować według następujących wskazówek. Jednakże wskazówki zostały usunięte, a na ich miejsce nagrano reklamę. Gdy Asakawa kończy oglądać kasetę, otrzymuje telefon. Chociaż rozmówca nie wypowiada ani jednego słowa, mężczyzna wie, że ostrzeżenie jest prawdziwe, zaś telefon jest tego potwierdzeniem. Problemem Asakawy staje się to, że nie wie, jak oszukać przeznaczenie i uniknąć śmierci.
Istnieje wiele znaczących różnic pomiędzy powieścią Suzukiego a jej filmową adaptacją – zarówno japońską, jak i amerykańską. Jedną z najważniejszych jest to, że w książce Asakawa jest mężczyzną o imieniu Kazuki, zaś w filmie kobietą imieniem Reiko. Kazuki ma żonę Shizukę (w tłumaczeniu angielskim błędnie zamieniono imię na Shizu, co powieliła również polska tłumaczka) i córkę Yōko, Ryūji jest jego przyjacielem, Reiko zaś rozwiodła się z Ryūjim, z którym ma syna Yōichiego.

## Seria
Powieść doczekała się łącznie trzech kontynuacji, z których wszystkie zostały zekranizowane: Rasen (1995), Rūpu (1998) i antologii Bāsudei (1999).
|                              |                                     | Ring (1991) → Powieść Suzukiego                 | Rasen (1995) → Powieść Suzukiego | Rūpu (1998) → Powieść Suzukiego | Bāsudei (1999) Antologia Suzukiego | Bāsudei (1999) Antologia Suzukiego |
|                              |                                     | ↓                                               | ↓                                |                                 |                                    |                                    |
|                              | The Ring (2002) ← Film Verbinskiego | The Ring: Krąg (1998) Film Nakaty               | Spirala (1998) Film Iidy         |                                 |                                    |                                    |
| ↙                            | ↓                                   | ↓                                               | ↘                                |                                 |                                    |                                    |
| Kręgi (2005) Film Liebesmana | The Ring 2 (2005) Film Nakaty       | The Ring: Krąg 2 (1999) Film Nakaty             | Ring Virus (1999) Film Kima      |                                 |                                    |                                    |
|                              |                                     | ↓                                               |                                  |                                 |                                    |                                    |
|                              |                                     | The Ring: Krąg 0: Narodziny (2000) Film Tsuruty |                                  |                                 |                                    |                                    |
|                              |                                     |                                                 |                                  |                                 |                                    |                                    |

Film Spirala jest alternatywną kontynuacją The Ring: Krąg, stworzoną przez inną ekipę i będącą wierniejszą książkowemu pierwowzorowi. W 1995 roku powstał film telewizyjny Ringu: Kanzen-ban, będący pierwszą ekranizacją powieści Suzukiego, zaś w roku 1999 japońska telewizja wyemitowała dwa seriale powiązane z cyklem: Ringu: Saishūshō (Ring: Ostatni rozdział, dwanaście godzinnych odcinków) i Rasen.